# Jožef Tominc
Jožef Jakob Tominc (včasih poimenovan tudi Josip Tominc in Giuseppe Tominz), slovenski slikar, * 6. julij 1790, Gorica, † 22. april 1866, Gradišče nad Prvačino.
Rodil se je v družini trgovca z železnino ter posestnika Ivana in gospodinje Marjane Tominc rojene Janežič. Njegovi stari starši so se iz Podkraja preselili v Gorico. Tominc, ki je v sorodu z arhitektom Maksom Fabianijem in goriško slikarsko družino Šantel je eden vidnejših bidermajerskih portretistov. Tominc se je proslavil s portreti, ki jih odlikuje psihološki realizem in velja za enega najboljših slovenskih portretistov nasploh. Ustvarjal je v Gorici in Trstu, njegova dela pa se uvrščajo v t. i. meščansko sliko. 
Ustvarjal je tudi sakralna dela tako v Sloveniji, kot na Hrvaškem. Tako najdemo njegove slike v cerkvi sv. Marije v Stolivu.
Nekaj njegovih del je danes na ogled v Narodni galeriji v Ljubljani, med katerimi velja omeniti Portret grofice Auersperg iz leta 1821 in Rodbina Mosconovih iz leta 1829. Obe sliki sta izdelani v tehniki olje na platnu.

## Življenje

### Mladost in šolanje (prva slikarska doba)
Jožef Tominc je bil drugi izmed enajstih otrok. Osnovnošolsko izobrazbo je prejel pri piaristih v Gorici, kjer se je od tretjega razreda naprej učil risanja. Prvi slikarski pouk je dobil pri goriškem slikarju Karlu Kebru in verjetno tudi pri Francu Kavčiču. Leta 1809 je s pomočjo avstrijske nadvojvodinje Marije Ane in grofa Francesca della Torre odšel v Rim, kjer je študiral slikarstvo pri Domenicu Contiju Bizzaniju in v Scuoli del Nudo na Akademiji sv. Luke. Leta 1814 mu je bila podeljena srebrna medalja za risbo Študija apostola. Dve leti pozneje se je poročil z Marijo Ricci in leta 1818 se jima je rodil sin Avgust, ki je prav tako postal slikar. Istega leta se je z družino vrnil v Gorico. Iz prve slikarske dobe so ohranjene anatomske študije in risbe ter edina njegova krajina Pogled na Vietri, Rieti in Salernski zaliv.

### Zrela doba
Leta 1819 je Tominc nekaj časa preživel na Dunaju, nato pa je v letih 1821 – 1823 občasno živel v Ljubljani, kjer je razstavljal svoja dela in portretiral plemiče, meščane, cerkvene dostojanstvenike ter tudi udeležence ljubljanskega kongresa. V letih 1830–1855 je živel in ustvarjal v Trstu, nato se je preselil v Gorico, za tem pa na svoje posestvo na Gradišče. V zreli dobi so nastali portreti takratne plemiške in meščanske družbe ter tudi preprostih ljudi. Njegov vpliv je opazen pri Matevžu Langusu in Mihaelu Stroju.

### Tominc – portretist (mojster posamičnega in skupinskega portreta)
Slog poznega klasicizma se v delih prepleta s slogom dunajskih bidermajerskih portretistov. Ljudje na njegovih portretih imajo ostre poteze in jasne obrise, vendar pa so kljub temu upodobljeni realistično, včasih tudi na humoren način. Za ozadje je uporabljal krajino ali mesto, iz katerega je izvirala upodobljena oseba, dodal pa je tudi predmete, ki so nakazovali poklic ali življenje upodobljenega. Po zgledu Ingresa ali Camuccinija je uporabljal hladne barve ter plastičen prikaz oseb. Znan pa je predvsem po svoji tehniki oljnega slikarstva in po natančnem opazovanju ter hitrem načinu dela.

### Dela z religioznimi motivi
Pri upodabljanju religioznih motivov se je opiral na grafične predloge, stare italijanske mojstre ter nazarenske slikarje. Med številnimi sakralnimi deli so oltarne in druge slike za cerkve v Gorici, Prvačini, Ogleju, Kanalu ob Soči, na Gradišču,...

## Dela
Ženska z belim turbanom, Dama s kamelijo, Dr. Frušić z družino, Žena župana Sancina, Grofica Cecilija Auersperg, Tri dame iz družine Moscon, Nikola Lazarević, Marija Lazarević, »Kapitan Polić«, Mož s pismom, Avtoportret ob oknu, Avtoportret (Na stranišču), Portret očeta